# Isarkreis

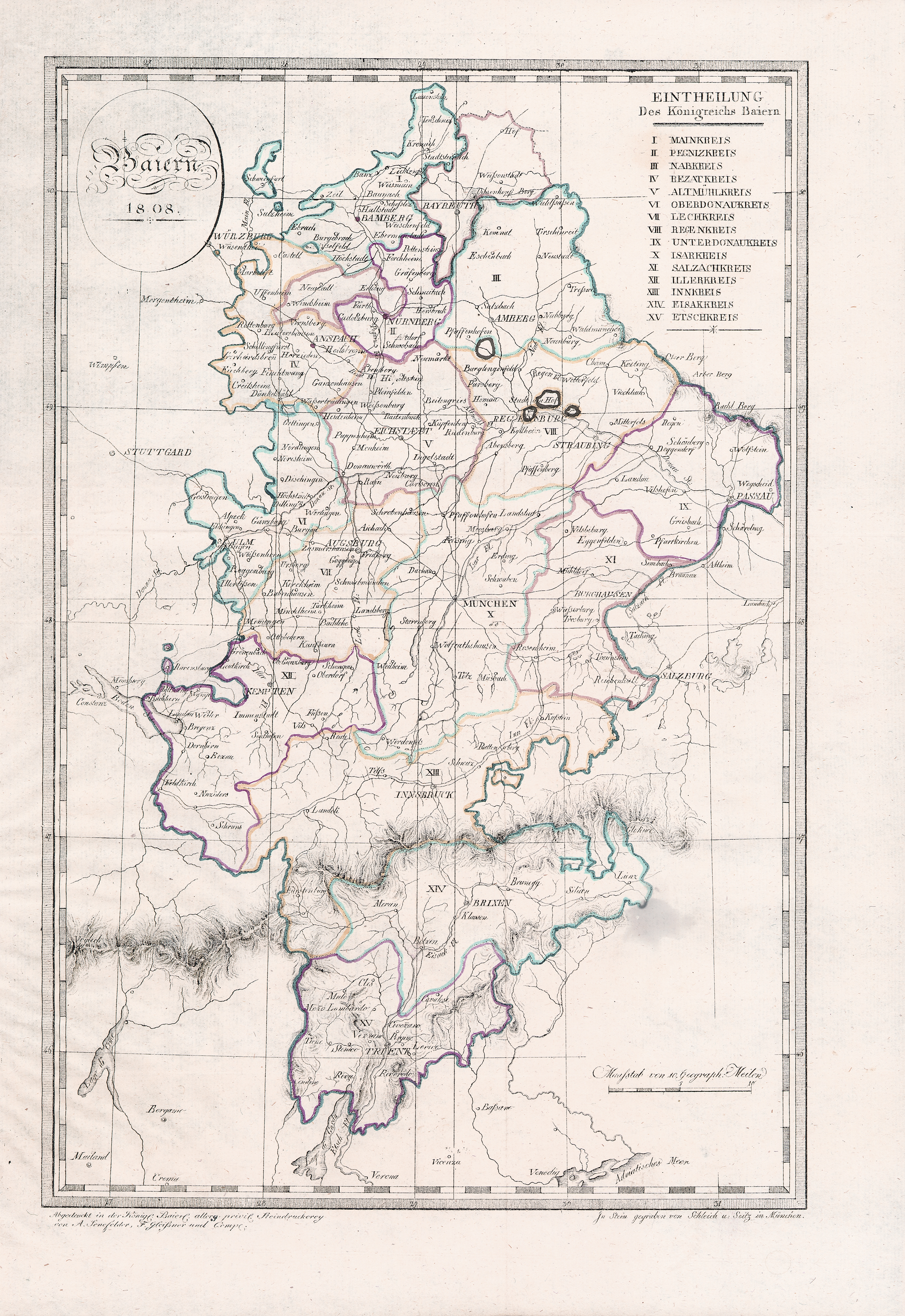
Bayerns Einteilung in Kreise im Jahr 1808

Der Isarkreis mit der Hauptstadt München war einer der Kreise des Königreichs Bayern. Er war ab 1808 bis 1837 Vorläufer des späteren Regierungsbezirks Oberbayern.

## Gliederung
Der Kreis umfasst die Kreisunmittelbaren Städte München und Landshut sowie die Landgerichte älterer Ordnung bzw. Herrschaftsgerichte (HG):
Aichach (ab 1810), Altötting (ab 1817), Berchtesgaden (ab 1817), Brannenburg HG (ab 1814), Bruck (ab 1823), Burghausen (ab 1817), Dachau, Ebersberg (ab 1812), Erding, Freising, Friedberg (ab 1810), Landsberg am Lech (ab 1810), Landshut, Laufen (ab 1817), Miesbach, Moosburg, Mühldorf (ab 1810), München, Neubeuern HG (ab 1813), Pfaffenhofen, Prien HG (ab 1813), Rosenheim (ab 1810), Schrobenhausen (ab 1810), Markt Schwaben (bis 1812), Starnberg, Tegernsee HG (ab 1814), Teisendorf (ab 1817), Tittmoning (ab 1817), Tölz, Traunstein (ab 1817), Trostberg (ab 1810), Vilsbiburg (ab 1810), Wasserburg (ab 1810), Weilheim, Werdenfels (bis 1810 und ab 1814), Wolfratshausen.

## Geschichte
Im Jahr 1808 kam es zu einer grundlegenden Neuordnung der Verwaltung Bayerns, die von Maximilian von Montgelas initiiert wurden. Montgelas war damals der leitende Minister des zwei Jahre zuvor gegründeten Königreichs Bayern. Im Rahmen dieser Reform wurde auch die mittlere Verwaltungsebene komplett umgestaltet, wobei die historisch gewachsenen Territorialeinheiten aufgelöst und stattdessen fünfzehn administrative Kreise geschaffen wurden, wozu auch der Isarkreis gehörte.
Der Isarkreis mit der Hauptstadt München umfasste zunächst 14 Landgerichte und seit 1809 die kreisunmittelbaren Städte München und Landshut. 1810 wurde er erheblich vergrößert. 1817 wurde er erneut vergrößert, gab aber auch einige Landgerichte an den Oberdonaukreis ab. Bei der von König Ludwig I. veranlassten Gebietsreform vom 29. November 1837 erfolgte die Umbenennung in Oberbayern. Dabei verschoben sich die Grenzen noch einmal erheblich, so wurde die bis 1837 zum Isarkreis zählende Stadt Landshut nun zur Kreishauptstadt von Niederbayern.